# 斑師
斑師（はんし、生没年不詳）は、衛の君主。襄公の孫で、父の名は不詳。公孫斑師とも呼ばれる。『春秋左氏伝』では般師と表記。

## 生涯
荘公3年（前478年）10月、晋が衛を攻撃し、従兄の荘公が出奔したため、晋は公孫斑師を立てて衛君とした。11月、荘公が鄄から衛に入ったため、斑師は逃亡した。卿の石圃（せきほ）が荘公を怨んでいる匠氏を味方につけて荘公を攻撃した。荘公は門を閉じて許しを請うたが、許してもらえず、北方の牆（かきね）を越えようとして墜ち、股（もも）の骨を折った。戎州の人がこれを攻めた。太子疾と公子青が荘公を護衛しようとしたが戎州の人に殺された。荘公は戎州の己氏の家に逃げ込んだが、そこの夫人が荘公に怨みがあったため、荘公を殺した。そこで衛の人は斑師を呼び戻してふたたび衛君とした。12月、斉が衛を攻撃して斑師を捕らえ、代わりに公子起を立てたため、公子起が衛君（衛君起）となった。

## 参考資料
- 『春秋左氏伝』（哀公十七年）
- 司馬遷『史記』（衛康叔世家第七）